# Света Евфимия (Ровин)
„Света Евфимия“ (на хърватски: Crkva svete Eufemije) или „Света Фума“ (Sveta Fuma), е барокова църква, разположена в сърцето на историческата част на Хърватия, доминираща в града.

## История
Тази трикорабна църква е построена от 1725 – 36 г. над останките на по-стари, раннохристиянски структури. Първоначално е била посветена на Свети Георги, по-късно на Свети Георги и Евфимия; настоящата сграда е посветена само на Евфимия. Фасадата ѝ датира от 1883 г.
Мощите на Света Евфимия са запазени в римски саркофаг от VI век, но адаптиран през XV век. Църквата съдържа няколко съкровища и произведения на изкуството: готически статуи от XV век, картини от XVI и XVII век: Тайната вечеря и Христос в Гетсимания.
Камбанарията прилича на кулата на „Свети Марк“ във Венеция. Построена е през 1654 – 1680 г. по планове на Антонио Манопола. На върха на тази 60-метрова кула се издига статуята на Света Евфимия, която служи като ветровидна лопатка.